# أحمد الكليب
أحمد خالد الكليب (7 فبراير 1953  -) هو سياسي ودبلوماسي كويتي.

## حياته ونشأته
أحمد خالد مساعد الكليب تخرج من جامعة حلوان بالقاهرة في تخصص الخدمة الاجتماعية، أختير عضوًا في مجلس الأمة من عام 1992 إلى 1996. وتم تعيينه وزيرًا للشئون الاجتماعية والعمل من سنة 1994 إلى 1996. ودخل مجلس الأمة كعضو مرة أخرى من 1996 إلى 1999. وتم تعيينه وزيرًا للعدل والأوقاف والشئون الإسلامية بجانب عضويته في مجلس الأمة. وتم تعيينه عضوًا في مجلس إدارة مؤسسة الخطوط الجوية الكويتية عام 1999، وعضوًا في المجلس الأعلى للتخطيط عام 1999. عين سفيرًا للكويت لدى مصر ومندوبًا دائمًا في جامعة الدول العربية بعام 2001. عين رئيسًا للجنة المناقصات المركزية في سنة 2008.